# Resomia dunni
Resomia dunni is een hydroïdpoliep uit de familie Agalmatidae. De poliep komt uit het geslacht Resomia. Resomia dunni werd in 2009 voor het eerst wetenschappelijk beschreven door Pugh & Haddock. 